# Кейрош, Карлуш
Ка́рлуш Мануэ́л Бри́ту Леа́л Кейро́ш (порт. Carlos Manuel Brito Leal Queiroz; произносится [ˈkaɾluʃ kɐjˈɾɔʃ]; род. 1 марта 1953, Нампула, Португальская Восточная Африка) — португальский тренер и футбольный специалист.
Получил известность в 1989 и 1991 годах, когда сделал чемпионом мира среди игроков не старше 20 лет сборную Португалии, руководя тогда многообещающим «золотым» поколением португальских игроков, среди которых, в числе прочих, были Луиш Фигу и Руй Кошта. Он присоединился к тренерской команде Федерации футбола Португалии в 1984 году как помощник тренера сборной команды младших категорий Хосе Агустино, хотя его работа с кантерой началась раньше. С 1982 по 1984 год разрабатывал разные программы для развития футбола в своей стране, а также предложения для создания Futbol 5 (пятилетние футболисты) и женского футбола. С 2011 по 2019 год — главный тренер сборной Ирана.

## Биография и карьера

### Ранние годы
Родился 1 марта 1953 года в городе Нампула, который находился в Португальской Восточной Африке (ныне Мозамбик), в португальской семье. Там же начал заниматься футболом, и в 1968—1974 годах являлся вратарём местного клуба «Ферровиариу Нампула». Рано закончил карьеру в качестве футболиста.
После того как в апреле 1974 года в Португалии произошла Революция гвоздик и в июне 1975 года Мозамбик объявил независимость от Португалии, Карлош Кейрош переехал в Португалию, где окончил Лиссабонский университет и начал работать тренером.

### Первые успехи с молодёжной сборной Португалии
В 1984 году первой командой в тренерской карьере Кейруша стала молодёжная сборная Португалии до 20 лет, с которой он дважды становился победителем молодёжного чемпионата мира в 1989 и 1991 годах. Благодаря этим победам он получил широкую известность не только в Португалии, но и за её пределами. Основу той сборной составляли представители будущего «золотого» поколения португальского футбола, наиболее яркими фигурами которого были Луиш Фигу и Руй Кошта.

### Сборная Португалии
В 1991 году Кейрош был назначен главным тренером сборной Португалии. Под руководством Кейроша сборная Португалии сыграла 31 матч, 14 из которых выиграла. В 1993 году ушёл с поста главного тренера сборной Португалии. При этом пройти квалификацию на Евро-1992 и чемпионат мира 1994 португальцам не удалось.

### Дальнейшая карьера
В 1994 году возглавил португальский «Спортинг», тренером которого оставался до 1996 года. В 1995 году выиграл со «Спортингом» Суперкубок Португалии и Кубок Португалии.
В 1996 году возглавлял американский «Нью-Йорк МетроСтарз» (ныне называется «Нью-Йорк Ред Буллз»). После этого до 1997 года возглавлял японский «Нагоя Грампус», с которым дошёл до финала Кубка обладателей кубков Азии 1996 года, проиграв саудовскому клубу «Аль-Хиляль» со счётом 3:1. Работая главным тренером, параллельно занимался некоторыми стратегическими футбольными проектами, такими как разработка проекта «Project 2010» по развитию футбола в США. В 1999 году непродолжительное время являлся главным тренером сборной ОАЭ.

### Сборная ЮАР
В 2000 году Карлуш Кейрош возглавил сборную ЮАР, с которой смог выйти на чемпионат мира 2002. Также руководил командой на Кубке африканских наций 2002, где его подопечные дошли до четвертьфинала. Перед началом чемпионата мира подал в отставку из-за некоторых проблем с Южноафриканской футбольной ассоциацией, в частности из-за внутренних проблем и разногласий в футбольной ассоциации этой страны, и сборную ЮАР на чемпионате мира возглавлял другой тренер, с которым южноафриканская сборная не смогла выйти из группы.

### Приход в «Манчестер Юнайтед»
В июне 2002 года по приглашению тогдашнего главного тренера «Манчестер Юнайтед» Алекса Фергюсона, в английский клуб пришёл Карлуш Кейрош. Португальский тренер стал помощником Фергюсона. В сезоне 2002/03 «Манчестер Юнайтед» выиграл английскую Премьер-лигу, и это принесло Кейрошу ещё большую известность, как главного помощника Алекса Фергюсона.

### «Реал Мадрид»
Благодаря работе Карлуша Кейроша в «Манчестер Юнайтед» его заметило руководство мадридского «Реала». В итоге испанский клуб сделал предложение португальскому тренеру, от которого трудно было отказаться, и к сезону 2003/04 «Реал Мадрид» уже знакомился с новым наставником команды, который сменил ушедшего Висенте Дель Боске.
Кейрош подписал двухлетний контракт с клубом и получил возможность тренировать таких звёзд мирового футбола, как Зинедин Зидан, Роналдо, Луиш Фигу и других. Сезон для «Реала» под руководством Кейроша начался удачно. «Королевский клуб» выиграл Суперкубок Испании, возглавлял Ла Лигу и являлся одним из главных фаворитов в Кубке Испании и Лиге чемпионов УЕФА. Однако в итоге мадридский клуб финишировал в испанской Ла Лиге лишь четвёртым, а в Кубке Короля и Лиге чемпионов клуб также претерпел неудачи (проиграв в финале и на стадии четвертьфинала соответственно). В результате в мае 2004 года Карлуш Кейрош был уволен с поста главного тренера «Реала».

### Возвращение в «Манчестер Юнайтед»
Тем не менее Кейрошу не пришлось сидеть без дела в поисках новой должности — практически сразу после отставки сэр Алекс Фергюсон предоставил ему второй шанс, пригласив на прежнюю работу ассистента главного тренера. Через неделю Кейрош снова приехал на «Олд Траффорд». За этот период «манкунианцы» выиграли ещё несколько трофеев, в том числе и Лигу чемпионов, переиграв в финальном матче «Челси».

### Сборная Португалии
Летом 2008 года Карлуш Кейрош принял предложение Футбольной федерации Португалии и во второй раз за карьеру возглавил сборную Португалии. Португальцы под руководством Кейроша преодолели отборочный турнир к чемпионату мира в ЮАР, несмотря на то, что смогли выиграть лишь половину матчей в своей группе и уступили первое место датчанам. В стыковых матчах португальская сборная переиграла сборную Боснии и Герцеговины.
В финальной части «мундиаля» выступление португальцев вышло неоднозначным. На групповой стадии они одержали лишь одну победу над сборной КНДР со счётом 7:0, а матчи с бразильцами и ивуарийцами завершились с одинаковым счётом 0:0. В матче 1/8 финала португальцы с минимальным счётом 0:1 уступили будущим чемпионам испанцам и завершили выступление.
В мае 2010 года Кейрош во время тренировочного сезона перед чемпионатом мира нанёс оскорбления представителям антидопинговых служб, помешав им выполнять свои обязанности, за что был дисквалифицирован Португальской футбольной федерацией на месяц. После проведения дополнительного расследования, в августе 2010 года Карлуш Кейрош был дисквалифицирован на 6 месяцев. 9 сентября 2010 года был уволен с поста главного тренера сборной Португалии. Несмотря на это после окончания «мундиаля» Кейрош продолжил работу со сборной, но после неудачного выступления команды — домашнего поражения и трёх ничейных результатов подряд — Футбольная федерация Португалии расторгла контракт с Карлушем. Вслед за увольнением из сборной, согласно пресс-службе «Манчестер Юнайтед», Карлуш Кейрош планировал вновь вернуться на «Олд Траффорд» и занять пост помощника главного тренера «Манчестер Юнайтед», однако этого не произошло.

### Сборная Ирана

#### Первые шаги в сборной Ирана
4 апреля 2011 года Карлуш Кейрош подписал контракт на два с половиной года со сборной Ирана.. Федерация футбола Исламской Республики Иран поставила задачу Кейрошу вывести сборную Ирана на чемпионат мира 2014, который прошёл в Бразилии. Помощниками Кейроша в этом деле стали тренер вратарей американец португальского происхождения Дэн Гаспар и личный помощник Кейроша — американец иранского происхождения Омид Назари.
После прихода Кейроша в сборную Ирана в кратчайшие сроки игра этой сборной кардинально изменилась в лучшую сторону. В сборную Ирана впервые в истории этой сборной были приглашены натурализованные иностранные футболисты, которые имели иранское происхождение. Так, были натурализованы имеющий немецкое гражданство вратарь Даниэль Давари, полузащитник Ашкан Дежага, также имевший немецкое гражданство, нападающий Реза Гучаннеджад, имевший нидерландское подданство, полузащитники, имевшие шведское подданство Омид Назари и Саман Гуддус, а также иранец, имевший американское гражданство, — защитник Стивен Бейташур.

#### Чемпионат мира 2014
Отборочный турнир к чемпионату мира 2014 сборная Ирана начала со второго раунда, где её соперником стала сборная Мальдив. Сборная Ирана обыграла сборную Мальдив в двух матчах (дома и в гостях) с общим счётом 5:0 и вышла в следующий раунд отборочного турнира. В третьем раунде отборочного раунда иранцы попали в группу Е вместе со сборными Индонезии, Катара и Бахрейна. С тремя победами и тремя ничьими сборная Ирана закончила третий раунд на первом месте в своей группе и получила путёвку в финальный четвёртый раунд квалификации.
В четвёртом раунде квалификации сборная Ирана попала в группу А вместе со сборными Южной Кореи, Узбекистана, Катара и Ливана. По итогам этого раунда сборная Ирана заняла первое место в своей группе с пятью победами, одной ничьей и двумя поражениями и в четвёртый раз в своей истории вышла на чемпионат мира. Серьёзную конкуренцию сборной Ирана за путёвки на чемпионат мира составили сборные Южной Кореи и Узбекистана, и в итоге из этой группы, кроме сборной Ирана, на чемпионат мира лишь по разнице мячей вышла сборная Южной Кореи. У сборных Южной Кореи и Узбекистана было одинаковое количество очков — 14.
По результатам жеребьёвки сборная Ирана попала в группу F вместе со сборными Аргентины, Нигерии и Боснии и Герцеговины. В матче первого тура соперником сборной Ирана стала сборная Нигерии, и матч завершился вничью со счётом 0:0, несмотря на то, что у сборной Ирана было много шансов забить гол. Во втором туре соперником иранцев стала сборная Аргентины. Матч между иранцами и аргентинцами вышел весьма зрелищным и богатым опасными моментами и закончился победой сборной Аргентины с минимальным счётом 1:0. Единственный гол в матче на 91-й минуте забил капитан аргентинцев Лионель Месси. После этого матча ряд известных в мире футбольных тренеров и специалистов похвалили Кейроша и сборную Ирана за жёсткий отпор сопернику и за дисциплинированную игру. В матче третьего тура группового этапа сборная Ирана неожиданно проиграла сборной Боснии и Герцеговины со счётом 3:1. Единственный гол иранской сборной на этом чемпионате мира забил Реза Гучаннеджад. По итогам чемпионата мира 2014 сборная Ирана заняла последнее четвёртое место в своей группе и 28-е место из 32-х среди всех сборных-участниц чемпионата мира 2014. После завершения чемпионата мира Федерация футбола Исламской Республики Иран продлила контракт с Кейрошом на четыре года, до завершения чемпионата мира 2018. Сборная Ирана стала третьей сборной для Карлуша Кейроша, с которой он вышел на чемпионат мира.

#### Кубок Азии 2015
Под руководством Кейроша сборная Ирана традиционно вышла на Кубок Азии 2015, который прошёл в Австралии. По итогам жеребьёвки сборная Ирана попала в группу C вместе со сборными ОАЭ, Катара и Бахрейна. Сборная Ирана считалась одним из фаворитов Кубка Азии. В матче первого тура группового этапа сборная Ирана победила сборную Бахрейна со счётом 2:0, вслед иранцы победили сборную Катара с минимальным счётом 1:0, и в третьем туре тоже с минимальным счётом 1:0 победили сборную ОАЭ, тем самым обеспечив себе первое место в группе и выход в четвертьфинал турнира.
В четвертьфинале сборную Ирана ожидал один из самых принципиальных соперников — сборная Ирака. Четвертьфинальный матч между этими сборными стал весьма зрелищным, основное и дополнительное время матча закончились со счётом 3:3, и в серии пенальти удача улыбнулась сборной Ирака — 6:7. Несмотря на неудачу в Кубке Азии, в Иране с высоким доверием относились к Кейрошу, и он остался работать в сборной.

#### Чемпионат мира 2018
Подготовку к отборочному турниру чемпионата мира 2018 Кейрош начал с товарищеских матчей против сборных Чили и Швеции в марте 2015 года. Позднее он решил подать в отставку с поста главного тренера из-за разногласий с Федерацией футбола Ирана, но руководству футбольной федерации удалось оставить Кейроша на посту главного тренера сборной.
По результатам жеребьёвки чемпионата мира 2018 сборная Ирана попала в группу В вместе со сборными Марокко, Испании и Португалии. После жеребьёвки Кейрош высказал своё мнение, отметив, что рад такой группе, так как матчи с этими сборными покажут настоящую силу сборной Ирана, которая становилась всё сильнее и сильнее с каждым матчем, что отмечали ряд видных футбольных тренеров и специалистов.
Для подготовки к Чемпионату мира 2018 сборная Ирана договорилась о товарищеских матчах со сборными Ливии, Туниса, Алжира, Узбекистана и Турции.
В середине января 2018 года в некоторых СМИ Узбекистана появилась информация о возможном приходе Карлуша Кейроша в сборную Узбекистана. СМИ оговаривались, что это лишь догадки, исходя от комментария президента Федерации Футбола Узбекистана Умида Ахмаджанова про нового иностранного главного тренера сборной этой страны. Ахмаджанов в своём комментарии говорил о том, что тренер, который с большой вероятностью подпишет контракт в начале февраля, очень хорошо знает азиатский футбол и вывел свою сборную на чемпионат мира. СМИ Узбекистана также в числе наиболее вероятных претендентов также посчитали голландца Берт ван Марвейка, который вывел сборную Саудовской Аравии на чемпионат мира 2018, но покинул пост главного тренера сборной.

### Сборная Колумбии
7 февраля 2019 года Кейрош возглавил сборную Колумбии, заключив контракт на три года. Под руководством португальского специалиста колумбийцы выступили на Кубке Америки 2019, выиграв все три матча на групповом этапе, но уже на стадии четвертьфинала уступили в серии пенальти сборной Чили. Отборочный турнир на чемпионат мира в Катаре колумбийцы начали с уверенной победы над сборной Венесуэлы, однако затем последовали два крупных поражения от команд Уругвая (0:3) и Эквадора (1:6). В результате, 2 декабря 2020 года Кейрош покинул пост главного тренера сборной.

## Достижения
Сборная Португалии (до 21)
- Победитель молодёжного чемпионата мира (2): 1989, 1991
- Итого: 2 трофея

 «Спортинг»
- Обладатель Кубка Португалии: 1994/95
- Обладатель Суперкубка Португалии: 1995
- Итого: 2 трофея

 «Реал Мадрид»
- Обладатель Суперкубка Испании: 2003
- Итого: 1 трофей

 Сборная Ирана
- Бронзовый призёр Кубка Азии: 2019

 Сборная Египта
- Серебряный призёр Кубка африканских наций: 2021

## Инциденты
В группе А финального отборочного раунда к чемпионату мира 2014 плотную борьбу за две путёвки к чемпионату мира вели три команды (сборные Ирана, Южной Кореи и Узбекистана). В октябре 2012 года во время подготовки к очередному матчу отборочного турнира к чемпионату мира 2014 главный тренер соперника сборной Ирана по группе — сборной Южной Кореи Чой Кан Хи перед матчем между этими сборными в Тегеране пожаловался на ненадлежащее качество тренировочных объектов, предоставленных иранской стороной для сборной Южной Кореи. Главный тренер корейцев заявил, что его сборная постарается всеми силами выиграть матч, чтобы вместе со сборной Узбекистана выйти на чемпионат мира, оставив Иран смотреть чемпионат по телевизору. В ответ на эти заявления Кейрош резко критиковал главного тренера южнокорейцев в своих комментариях. В частности, он сказал: «Я куплю форму сборной Узбекистана и отправлю Чою в подарок».